# آزمون تامسون
آزمون تامسون (انگلیسی: Thompson test) یا آزمون سیموندز (انگلیسی: Simmonds' test) در معاینه اندام تحتانی برای ارزیابی احتمال پارگی زردپی آشیل استفاده می‌شود. بیمار به صورت و شکم دراز می‌کشد و پاهایش از لبه تخت آویزان شده است. اگر تست مثبت باشد، هیچ حرکتی در پا وجود ندارد (به‌طور معمول خم‌شدن به سمت کف پا در هنگام فشردن ماهیچهٔ ساق پای همان سمت، نشان‌دهنده پارگی احتمالی تاندون آشیل است).